# إميلي واتسون
إميلي مارغريت واتسون (بالإنجليزية: Emily Watson)‏ ولدت في 14 كانون الثاني/يناير 1967، هي ممثلة إنجليزية زادت شهرتها عقب ترشيحها لنيل جائزة الأوسكار لأفضل ممثلة في فيلم لارس فون ترايير كسر الموجات الذي صَدرَ عام 1996 ثم ترشحت لنفس الجائزة عن دورها جاكلين دو بري في فيلم هيلاري وجاكي الصادر عام 1998. فازت بجائزة بيفا عن فئة أفضل ممثلة عن دورها في الفيلم الأخير.
بدأت واتسون حياتها المهنية على خشبة المسرح وانضمت إلى شركة رويال شكسبير في عام 1992. في عام 2002 سطع نجمعها بعدما شاركت في بطولة مجموعة من الأعمال المسرحية بما في ذلك الليلة الثانية عشرة أو كما تشاء ثم مسرحية العم فانيا اللتان عُرضتا على خشبة دونمار ويرهاوس. في عام 2003 تم ترشيحها عن مسرحية العم فانيا لنيل جائزة أوليفييه كأفضل ممثلة. خلال نفس الفترة شاركت في مجموعة من الأفلام الأخرى التي تراوحت بين متوسطة الشهرة والشهيرة بما ذلك فيلم الملاكم الذي صدر عام 1997، ثم فيلم أنجيلا الذي أُخرج عام 1999 بالإضافة إلى فيلم منتزه جوسفورد (2001) ثم مخمور الحب في عام 2002 والتنين الأحمر في نفس السنة أيضا. ظهرت في عام 2005 في فيلم جثة العروس وبعد ذلك بسنة حصلت على دور مهم في فيلم الآنسة بوتر قبل أن تُشارك في سينكدوكي (نيويورك) لعام 2008، غابت لفترة لكنها سرعان ما عادت عام 2011 من خلال فيلم حصان حرب. في 2014 ستلاقي نجاحا وتألقا كبيرين وسيتعرف عليها العالم بعد دورها في فيلم نظرية كل شيء؛ أما آخر أعمالهم فكان فيلم كينغزمان: الدائرة الذهبية الذي صدر عام 2017.

## النشأة
وُلدت واتسون في لندن. والدها هو ريتشارد واتسون وهو مهندس معماري أما والدتها فهي كاثرين فينابلز وهي مدرسة لغة إنجليزية في مدرسة البنات سانت ديفيد غرب لندن. ترعرعت إيميلي على «المذهب» الأنجليكاني. سبق لواتسون وأن وصفت طفولتها وسيرتها الذاتية في أحد البرامج حيث قالت: «عائلتي تنتمي للطبقة الوسطى ... كنت مُراهقة ومتمردة لكني لطيفة.»
تلقت واتسون تعليمها في مدرسة البنات سانت جيمس في غرب لندن؛ وقد سبق لها وأن وصفت تلك المدرسة «بالتقدمية». حضرت بعد ذلك جامعة بريستول حيث حصلت منها على درجة البكالوريوس عام (1988 تخصص الإنجليزية. تدربت بعد ذلك على الدراما والمسرح في مدارس بلندن. وحصلت فيما بعد على شهادة ماجستير من جامعة بريستول أيضا.

## المسيرة المهنية
بدأت واتسون مسيرتها المهنية على خشبة المسرح، حيث شاركت في عشرات المسرحيات بما في ذلك مسرحية ساعة الأطفال التي عُرضت على المسرح الوطني الملكي، ثم شاركت في مسرحية الأخوات الثلاث وكذلك جعجعة بلا طحن بالإضافة إلى السيدة من البحر. عملت واتسون مع شركة رويال شكسبير حيث مثلت معهم في مسرحية ترويض النمرة، الأمور بخواتمها بالإضافة إلى مسرحية التحول.
حصلت عام 2002 على إجازة في السينما وقدمت أدوارا مهمة في سام ميندز، العم فانيا، الليلة الثانية عشرة أو كما تشاء التي عُرضت على مسرح دونمار ويرهاوس في لندن ثم تم عرضها في وقت لاحق في أكاديمية بروكلين للموسيقى. تلقت إشادة كبيرة من النقاد على أدائها خاصة في مسرحية العم فانيا والتي ترشحت على إثرها لمجموعة من الجوائز.

### أول ظهور
لم تكن واتسون معروفة؛ لكنها أطلت على عالم التمثيل بفضل المخرج الدنماركي لارس فون ترايير الذي اقترح عليها المشاركة في فيلمه المثير للجدل كسر الموجات الذي صدر عام 1996 بعدما انسحبت منه هيلينا بونهام كارتر. بعد الفيلم؛ لقي أداء إميلي إشادة وحصلت على تقييم جيد من جمعية نقاد السينما في لوس أنجلوس كما حصلت على نفس درجة التقييم من دائرة نقاد لندن ونفس الأمر بالنسبة لدائرة نقاد نيويورك فتم ترشيحها لجائزة الأوسكار في فئة أفضل ممثلة في السنة.

### البدايات

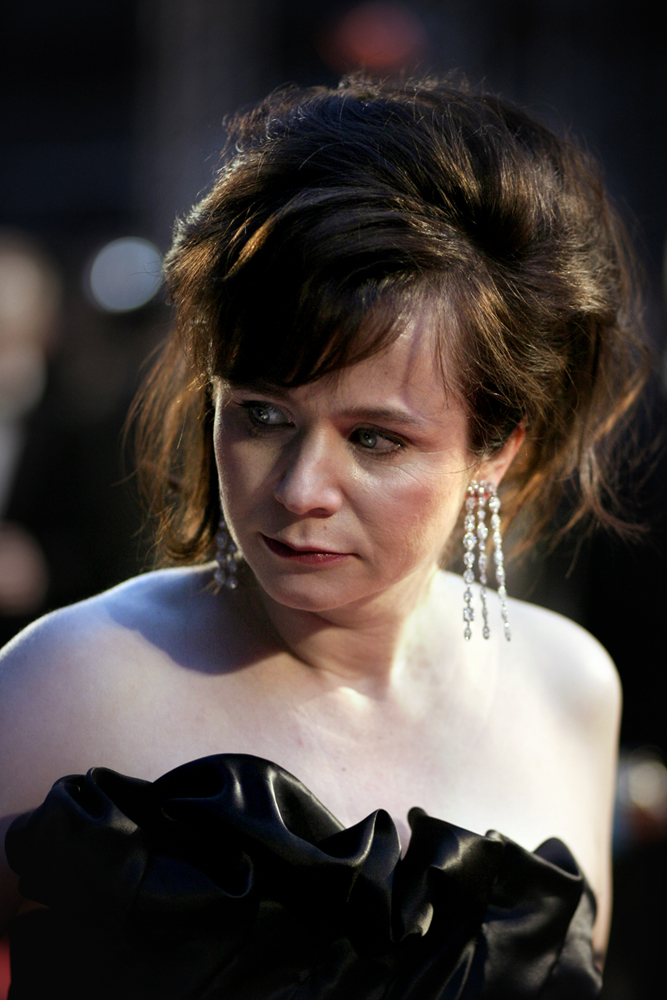
واتسون في جوائز الأكاديمية البريطانية للأفلام في دار الأوبرا الملكية بتاريخ شباط/فبراير 2007

عادت واتسون للظهور مجددا بعدما لعبت دورا أثار الجدل رفقة جاكلين دو بري في فيلم هيلاري وجاكي. في هذا الفيلم بالذات ستخطو واتسون خطوة نحو العالمية وذلك بعدما تلقت إشادة كبيرة من النقاد خاصة وأنها تعلمت العزف على الكمان في ظرف ثلاثة أشهر وزاد بريقها عقب ترشحيها للمنافسة على نيل جائزة الأوسكار. شاركت بعد ذلك في فيلم تعود أحداثه لعام 1930 للمخرج تيم روبنز، وعلى الرغم من أنها جسَّدت دور فرانك ماكورت إلا أن الفيلم لم يرقى للمستوى المطلوب. ظهرت في عام 2001 جنبا إلى جنب مع جون تورتورو في فيلم دفاع لوزين في العالم ثم شاركت رفقة روبرت ألتمان في فيلم منتزه جوسفورد.

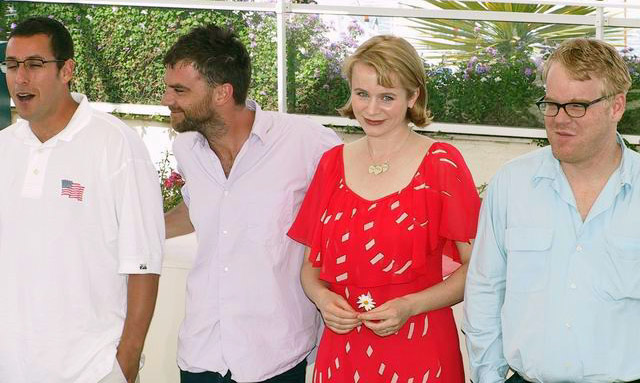
واتسون رفقة آدم ساندلر، بول توماس أندرسون وفيليب سيمور هوفمان عام 2002 خلال عرض الفيلم السينمائي مخمور الحب

في العام التالي؛ شاركت إميلي رفقة ريبا وتوماس هاريس في فيلم صمت الحملان قبل أن تظهر في فيلم التنين الأحمر. عادت للأضواء مجددا عقب مشاركتها في الفيلم الرومانسي مخمور الحب إلى جانب كل من آدم ساندلر وبول توماس أندرسون. خلال هذه الفترة حولت واتسون اهتمامها نحو أفلام الخيال العلمي فظهرت في إكويليبريوم إلى جانب كريستيان بيل.
ترشحت واتسون عام 2004 لنيل جائزة الغولدن غلوب عن دورها كزوجة بيتر سيلرز في فيلم حياة وموت بيتر سيلرز للشركة ذائعة الصيت إتش بي أو. في عام 2005 ظهرت واتسون في بطولة أربعة أفلام: فيلم واه واه إلى جانب ريتشارد جرانت للمخرج غوسفورد بارك وهو عبارة عن سيرة ذاتية للكاتب البريطاني جوليان فيلوس، ثم لعبت دور البطولة في فيلم الرسوم المتحركة جثة العروس للمخرج تيم بيرتون جنبا إلى جنب مع جوني ديب وهيلينا بونهام كارتر قبل أن تظهر في فيلمي الغريب واقتراح.
في عام 2006 حصلت واتسون على دور مساند في فيلم الآنسة بوتر، ثم شاركت في فيلم السيرة الذاتية بيبي لمؤلفه بياتريكس بوتر جنبا إلى جنب مع ايوان ماكجريجور ورينيه زيلويغر. ظهرت في عام 2007 في فيلم حصان الماء الذي يروي قصة وحش بحيرة لوخ نيس. حصلت إميلي عام 2008 على دور البطولة رفقة جوليا روبرتس وكاري-آن موس في فيلم الخنافس في الحديقة الذي أخرجته شركة لايف تايم. شاركت بعد ذلك في فيلم سينكدوكي (نيويورك) بل تقاسمت كتابة سيناريو الفيلم مع أعضاء آخرين. حصلت عام 2010 على دور البطولة في فيلم البرتقال وأشعة الشمس وهو فيلم سردي لقصة حقيقية يتحدث عن معاناة شلة من الأطفال عقب إرسالهم إلى دور الرعاية مسيئة في أستراليا، الفيلم من إخراج جيم لوتشو الذي شاركت معه إميلي واتسون في الفيلم الذي صدر عام 2011 تحت عنوان حصان حرب. في عام 2011 لعبت واتسون دور جانيت ليش على قناة آي تي في وفازت بجائزة من الأكاديمية البريطانية لفنون السينما والتلفزيون. ستشهد واتسون نجاحا أكبر ابتداء من عام 2014 وذلك بعدما حصلت على دور مهم في فيلم سارقة الكتاب والذي متلث فيه إلى جانب جيوفري راش وصوفي نيلسي. في نفس السنة أيضا ستترشح للمنافسة على نيل جائزة الأوسكار بفضل دورها في فيلم نظرية كل شيء والذي جسدت فيه دور جين وايلد هوكينغ إلى جانب إيدي ريدماين وفيليسيتي جونز. في عام 2015 لم تظهر كثيرا؛ حيث لعبت دورا بسيطا نوعا ما في فيلم عهد الشباب فجسدت شخصية إليزابيث باوز ليون رفقة كل من أليسيا فيكاندير وكيت هارينغتون وبالرغم من ذلك فقد لقي دورها استحسانا لدى النقاد، مما ساهم في فوزها بجائزة أفضل ممثلة من الأكاديمية البريطانية للتلفزيون.
نالت واتسون وسام أو رتبة الإمبراطورية البريطانية في وقت مبكر من عام 2015 وذلك تقديرا لكل ما قدمته في مجال التمثيل والدراما. عادت للتألق مجددا لكن هذه المرة في عام 2017 من خلال سلسلة صغيرة حملت اسم فناء شجرة التفاح والتي عُرضت على بي بي سي.

### كتابة السيناريو
في عام 2007، تحولت إميلي لعالم كتابة السيناريوهات حيث كتبت رفقة زوجها سيناريو يحكي عن قصة حب بين شابة عادية وطيار أثناء الحرب العالمية الثانية وقد تبنت هذا السيناريو شركة إنتاج بسيطة.

### أدوار مهمة فقدتها
اقترح جون بيير جونيه على إيميلي دور البطولة في الفيلم الذي يحمل نفس اسمها لكنها رُفضت في نهاية المطاف وتم تعويضها بالنجمة أودري تاتو وذلك لعدة أسباب من بينها صعوبة نطق اللغة الفرنسية من قِبل واتسون وبعد مكان التصوير عن منزلها. اقتُرح عليها أيضا لعب دور إليزابيث الأولى في فيلم المخرج شيكار كابور إليزابيث لكنها لم تُشارك فيه بعدما ذهب الدور لكيت بلانشيت التي ترَّشحت لنيل جائزة الأوسكار كأفضل ممثلة عنه.
في غالب الأحيان يتم الخلط بين إميلي واتسون وبين الممثلة الشابة إيما واتسون التي لعبت دور هيرميون غرينجر في سلسلة هاري بوتر وذلك بسبب التقارب في الاسم. وكانت إميلي قد ذكرت في وقت سابق أن هذا الخلط لا يُشكل لها أي مشكل بل العكس من ذلك فهي تشعر بالإطراء كون الناس يعتقدون أن عمرها 21 سنة فقط.

## الأعمال الخيرية
تنشط واتسون في المجال الخيري وتوجه اهتمامها صوب الأطفال حيث عادة ما تنشط إلى جانب الجمعية الوطنية لمنع القسوة ضد الأطفال. في عام 2004؛ قادت إميلي حملة ناجحة دعت فيها لعيين مفوض يعنى بالأطفال في إنجلترا. نتيجة لكل هذا تم تكريم واستون من قِبل مجلس العموم وهناك تحدتث عن كيف أصبح المفوض المعني بالأطفال صوريا لكنه يملك قوة حقيقية. هذا وتجدر الإشارة إلى أن واتسون هي واحدة من رعاة الأطفال في لندن.

## الحياة الشخصية
تزوجت واتسون من جاك وايترز الذي كانت قد التقت به في شركة رويال شكسبير عام 1995. رُزق الثنائي بأول مولودة لهما وُلدت عام 2005 وحملت اسم جولييت؛ ثم رزقا بمولود ثاني عام 2009 سُمي ديلان. تعيش حاليا في منطقة غرينتش بلندن. عانت واتسون عقب وفاة والدتها بسبب مرض التهاب الدماغ؛ حيث كانت تُصور حينها فيلم البرتقال وأشعة الشمس وعندما سمعت بالخبر عادت مسرعة نحو لندن ولكنها وصلت بعد وفاتها بساعات.

## قائمة أعمالها
| قائمة أعمال إميلي واتسون  | قائمة أعمال إميلي واتسون | قائمة أعمال إميلي واتسون | قائمة أعمال إميلي واتسون                                                   |
| الفيلم                    | سنة الإخراج              | الدور                    | ملاحظات                                                                    |
| ------------------------- | ------------------------ | ------------------------ | -------------------------------------------------------------------------- |
| منتزه جوسفورد             | 2001                     | إلزي                     |                                                                            |
| التنين الأحمر             | 2002                     | ريبا ماكلاين             |                                                                            |
| إكويليبريوم               | 2002                     | ماري أوبريان             |                                                                            |
| واه واه                   | 2005                     | روبي كومبتون             |                                                                            |
| جثة العروس                | 2005                     | مارثا ستانلي             |                                                                            |
| الآنسة بوتر               | 2006                     | ميلي وارن                |                                                                            |
| الخنافس في الحديقة        | 2008                     | جارولين جيل              | فيلم تلفزيوني                                                              |
| سينكدوكي (نيويورك)        | 2008                     | تامي                     |                                                                            |
| حصان حرب                  | 2011                     | روز ناراكوت              |                                                                            |
| سارقة الكتاب              | 2013                     | روزا هوبرمان             |                                                                            |
| نظرية كل شيء              | 2014                     | بيريل وايد               |                                                                            |
| كينغزمان: الدائرة الذهبية | 2017                     | مالكة متجر               |                                                                            |
| العبقري                   | 2017                     | إلسا آينشتاين            | فيلم وثائقي تم عرضه مدبلج للغة العربية على قناة ناسيونال جيوغرافيك أبو ظبي |
| تشيرنوبل                  | 2019                     | أوليانا خوميوك           | مسلسل قصير عن كارثة تشيرنوبل النووية.                                      |

## وصلات خارجية
- إميلي واتسون على موقع IMDb (الإنجليزية)
- إميلي واتسون على موقع روتن توميتوز (الإنجليزية)
- إميلي واتسون على موقع مونزينجر (الألمانية)
- إميلي واتسون على موقع قاعدة بيانات الأفلام العربية
- إميلي واتسون على موقع ألو سيني (الفرنسية)
- إميلي واتسون على موقع ميوزك برينز (الإنجليزية)
- إميلي واتسون على موقع تيرنر كلاسيك موفيز (الإنجليزية)
- إميلي واتسون على موقع أول موفي (الإنجليزية)
- إميلي واتسون على موقع قاعدة بيانات الأفلام السويدية (السويدية)
- إميلي واتسون على موقع إن إن دي بي (الإنجليزية)
- Premiere Magazine: Emily Watson Q&A and podcast
- Emily Watson at the Edinburgh Festival
- Emily Watson at Film Bug